# Simon Heinle
Simon Heinle (* 1989 in Gaildorf) ist ein deutscher Schauspieler.

## Leben
Simon Heinle, der sechs Geschwister hat, wuchs im Gaildorfer Ortsteil Hägenau auf. Erste Erfahrungen als Schauspieler machte er im Schultheater. Dort sah ihn Georg Kistner, Dramaturg der Freilichtspiele Schwäbisch Hall, der Heinle nach seinem Schulabschluss auch ein Vorsprechen vermittelte. Von 2011 bis 2015 absolvierte Simon Heinle dann sein Schauspielstudium an der Bayerischen Theaterakademie August Everding in München, das er im Sommer 2015 erfolgreich mit dem Schauspieldiplom abschloss.
Während des Studiums hatte er bereits erste Theaterengagements in München, u. a. am Residenztheater (Spielzeit 2014/15; in Zement von Heiner Müller), am Staatstheater am Gärtnerplatz (2014; als Rittmeister Graf Saskusin in der Operette Die Zirkusprinzessin), am Akademietheater und am Metropoltheater. 2011 gastierte er, in einer kleinen Rolle als Diener, in Molières Lustspiel Der Menschenfeind erstmals bei den Freilichtspielen Schwäbisch Hall. In und um Schwäbisch Hall trat er 2011 außerdem in mehr als zwanzig Schulen mit dem Klassenzimmerstück Erste Stunde auf und absolvierte ein Freiwilliges Soziales Jahr in Stuttgart. 2015 spielte er im Marstall München neben Genija Rykova die männliche Hauptrolle des Lastwagenfahrers Kurt in dem Theaterstück Das Nest von Franz Xaver Kroetz.
Nach dem Abschluss seines Studiums war er in der Spielzeit 2015/16 am Theater Kiel engagiert. Am Schauspiel Kiel trat er als Melchior Gabor in Frühlings Erwachen (Premiere: Februar 2016, Regie: Katrin Lindner) in den Rollen Johannes/John/Geistlicher in Baal und als Kay im Weihnachtsstück Die Schneekönigin auf. Im Sommer 2016 gastierte Simon Heinle als Razmann in Schillers Frühwerk Die Räuber erneut bei den Freilichtspielen Schwäbisch Hall.
Seit seinem 2. Studienjahr arbeitet Heinle auch für den Film und das Fernsehen. In der Sat.1-Fernsehserie Meine Freundin, ihre Familie und ich, die 2014 für den Deutschen Comedypreis nominiert war, spielte er den Bruder der männlichen Hauptfigur. Im Oktober 2017 war Heinle in der ZDF-Serie SOKO München in einer Episodenhauptrolle als Wiesn-Kellner Daniel Hafner zu sehen.
Heinle lebt in München.

## Filmografie (Auswahl)
- 2014: Meine Freundin, ihre Familie und ich (Fernsehserie; Serienrolle)
- 2016: Fanny und die geheimen Väter (Fernsehfilm)
- 2017: SOKO München: Ein Mordszelt (Fernsehserie; Episodenrolle)
- 2017: Über Land: Die Fahrerin (Fernsehreihe; Episodenrolle)